# Michel Filleul
Michel Filleul (Jemappes, 22 maart 1943 – Périgord, 18 september 2016) was een Belgisch politicus voor de PS en Waals Parlementslid.

## Levensloop
Filleul maakte carrière op de Rijksdienst voor Pensioenen, eerst als bediende en daarna als adviseur-generaal bevoegd voor het informaticadepartement. In die hoedanigheid werd hij begin jaren 2000 belast met de digitalisering van alle pensioendossiers. 
Als socialistisch militant werd hij tevens gedetacheerd naar verschillende ministeriële kabinetten. Van mei 1988 tot januari 1992 werkte op het kabinet van Leona Detiège, staatssecretaris voor Pensioenen; eerst als raadgever en vanaf 1991 als adjunct-kabinetschef. Van januari tot maart 1992 was hij vervolgens kabinetschef van Roger Delizée, staatssecretaris voor Volksgezondheid en Gehandicaptenbeleid, en daarna was hij nog tot juli 1994 raadgever op het kabinet van minister van Pensioenen Freddy Willockx.
In oktober 2000 werd Michel Filleul voor de PS verkozen tot gemeenteraadslid van Châtelet. Hij werd er fractievoorzitter in de gemeenteraad en was van 2004 tot 2007 voorzitter van de socialistische afdeling van Châtelet. Na de gemeenteraadsverkiezingen van 2006 werd hij tot eind 2012 schepen, bevoegd voor Personeelsbeheer, Pensioenen en Informatica. Aan het einde van deze bestuursperiode trok hij zich definitief terug uit de actieve politiek.
Bij de verkiezingen van 1999 was Filleul opgekomen als opvolger voor het Waals Parlement en het Parlement van de Franse Gemeenschap in het arrondissement Charleroi. Van 24 september 2003 tot en met 13 juni 2004 was hij effectief lid van beide parlementen ter opvolging van minister in de Franse Gemeenschapsregering Christian Dupont. Bij de verkiezingen van 2004 raakte hij vanop de vijfde plaats van de PS-lijst in het arrondissement Charleroi niet herkozen.
Michel Filleul overleed in 2016 op 73-jarige leeftijd.